# Корейское влияние на японскую культуру
Современная японская культура сформировалась под сильным влиянием корейской культуры. На территории Японии с древности проживали корейцы. К середине I тыс. до н.э на Японские острова прибыли племена из Юго-восточного Китая, прошедшие через Корейский полуостров.  

## История
Позже, на протяжении веков, иммигранты с Корейского полуострова играли большую роль в формировании японской культуры.  В наибольшей степени это проявилось в течение V-VI веков с появлением на Японских островах  иероглифической письменности, буддизма и т.д. В результате многочисленных переселений из Кореи на японские земли, до XIII века происходила ассимиляция и смешивание их с местным населением, соответственно, это оказывало влияние и на культуру, быт и традиции. Следы корейского стиля заметны даже в самых древних образцах японской живописи и архитектуры, начиная от дизайна буддийских храмов в Японии, заканчивая различнымм артефактами.
Также на развитие Японии сильное влияние оказали отношения, выстроенные с отдельными независимыми государствами, существовавшими в Корее в период Кофун.
В классический период  большинство инноваций, которые появлялись в Корее (как результат близких отношений с Китаем), перетекали затем в Японию.

## Шаманизм
Одним из ярких проявлений влияния корейской культуры на японскую являются шаманские традиции. Японскую культуру Яёй, которая зародилась в I веке до н.э., территориально можно разделить на культуру бронзовых мечей и копий (на острове Кюсю) и культуру бронзовых колоколов дотаку (на острове Хонсю). К шаманским обрядам японской культуры можно отнести поклонение бронзовому зеркалу с концентрическими кругами - докё. У корейских шаманов бронзовое зеркало также считалось символом небесного духа, что, в свою очередь, связано с солярным культом.  Почитание бронзовых зеркал можно считать частью культуры Северного Кюсю, что также связывают с культом солнечной богини Аматэрасу.

## Оружие
В течение большей части периода Кофун Корея была единственным источником железных мечей, копий и шлемов в Японии. Кирасы, а затем и первые японские пластинчатые доспехи, а также последующие инновации в их производстве прибыли в Японию из Кореи, в частности из Силла и Кая. В 618 году Когурё привёз в Японию первый арбалет.
В тот период истории, когда лошади были ключевым средством ведения войны, переселенцы из Пэкче также основали первые в Японии фермы по разведению лошадей на территории, которая впоследствии стала японской провинцией Кавачи. Один из историков, Коити Мори, полагает, что тесная дружба императора Кэйтая со всадниками из Пэкче сыграла важную роль в том, чтобы помочь ему занять трон.
Первые атрибуты Японии, такие как биты, стремена, седла и уздечки, также были привезены с полуострова в начале V века.
В 660 году, после падения союзника Пэкче, японский император Тэндзи использовал квалифицированных техников Пэкче для строительства по меньшей мере семи крепостей, чтобы защитить побережье Японии от вторжения. Горные укрепления Японии, в частности, были основаны на полуостровных моделях.

## Гончарное дело
В начале V века керамические изделия были импортированы из Кая и Силлы в Японию, и вскоре техника керамики, печи и гончарного круга перетекли из Кореи в Японию.